# Otome wa boku ni koishiteru
Otome wa boku ni koishiteru (処女はお姉さまに恋してる? lett. "Le vergini s'innamorano di me"), conosciuto anche come Otoboku (おとボク?), è una visual novel giapponese per adulti sviluppata da Caramel Box e pubblicata il 28 gennaio 2005 in edizione limitata per Microsoft Windows. È stata in seguito portata su PlayStation 2 e PlayStation Portable da Alchemist con i contenuti hentai rimossi.
Dal videogioco sono stati tratti il manga omonimo, illustrato da Kanao Araki e serializzato sulla rivista Dengeki Daioh di ASCII Media Works tra novembre 2006 e agosto 2008, un anime in 12 episodi, andato in onda in Giappone da ottobre 2006, e un OAV uscito in DVD ad aprile 2007.
Il 30 giugno 2010, Caramel Box pubblica un sequel, Otome wa boku ni koishiteru - Futari no elder (処女はお姉さまに恋してる 2人のエルダー?, Otome wa boku ni koishiteru Futari no erudā), per Microsoft Windows, che viene portato su PlayStation Portable da Alchemist il 28 aprile 2011.
Dalla seconda visual novel è stato tratto un manga omonimo, illustrato da Akuru Uira e serializzato da luglio 2010 a febbraio 2012 sulla rivista Comp Ace di Kadokawa Shoten, ed è stato annunciato l'anime.

## Trama

### Otoboku
Mizuho Miyanokouji, studente delle scuole superiori, si trova costretto, nel seguire le ultime volontà del nonno, a frequentare una scuola esclusivamente femminile, l'accademia Seio. Inizialmente riluttante, il ragazzo decide di travestirsi per poter entrare all'accademia. All'inizio soltanto la preside, due professori e la sua migliore amica Mariya Mikado conoscono il suo segreto, ma viene presto scoperto anche da altre due studentesse, Sion Jujo e Ichiko Takashima, che decidono, però, di non rivelarlo. Mizuho diventa presto molto popolare a scuola, venendo eletto, pur senza volerlo, come onee-sama, figura simbolica che identifica la ragazza che incarna al meglio le tradizioni della scuola. A causa di questa elezione, Mizuho si ritrova contro la presidentessa del Consiglio Studentesco Takako Itsukushima, che ambiva al ruolo.
Durante il suo soggiorno alla Seio, Mizuho conosce altre studentesse, delle quali diventa amico e che aiuta a risolvere i loro problemi.

### Otoboku 2 - Futari no elder
Due anni dopo il diploma di Mizuho, lo studente Chihaya Kisakinomiya arriva alla Seio dopo aver lasciato la scuola maschile che frequentava perché i compagni lo prendevano in giro per il suo aspetto effeminato. Grazie ai suoi voti alti e all'aspetto attraente, Chihaya attira presto all'attenzione delle altre studentesse. Nell'elezione della settantacinquesima onee-sama, Chihaya e la studentessa Kaoruko Nanahara ottengono lo stesso numero di voti, diventando entrambe onee-sama.(sorelle maggiori)

## Media

### Romanzi
Dalla visual novel originale sono stati tratti due romanzi scritti da Saki Murakami e pubblicati da Paradigm a giugno e agosto 2005. Il primo s'intitola Toraware no himegimi ~Shion-hen~ (囚われの姫君～紫苑編～?, lett. Principessa imprigionata - Il capitolo di Sion), mentre il secondo Tomadou Jurietto ~Takako-hen~ (とまどうジュリエット～貴子編～?, lett. Giulietta perplesse - Il capitolo di Takako), ed entrambi hanno contenuti erotici.
Ad agosto 2005 la Jive ha pubblicato un volume unico, Otome wa boku ni koishiteru, scritto da Chihiro Minagawa con illustrazioni di Ume Aoi, e che si concentra sullo scenario di Takako. Lo scenario di Sion, in sei volumi, è stato invece portato su iPhone come e-book tra il 29 marzo e il 4 giugno 2010 da DML.
Un dōjinshi semi ufficiale è stato scritto da Aya Takaya, con il titolo Sakura no sono no étoile (櫻の園のエトワール?, Sakura no sono no etowāru, lett. Étoile nel viale dei ciliegi), con illustrazioni del disegnatore del gioco Norita. Il romanzo contiene due storie brevi. Un'edizione completa e rivista è stata pubblicata da Enterbrain il 25 dicembre 2007.
Tre volumi basati su Futari no elder scritti da Tasuku Saiga sono stati pubblicati da Paradigm tra il 30 settembre 2010 e il 19 gennaio 2011. Il primo volume si concentra su Kaoruko Nanahara, il secondo su Kaori Kamichika e il terzo su Utano Sasou. Un volume singolo scritto da Reiji con illustrazioni di Seiju Nanaki dal titolo Otome wa boku ni koishiteru - Futari no elder: Kishi no kimi no love romance (処女はお姉さまに恋してる 〜2人のエルダー〜 騎士の君のラブロマンス?, lett. Otome wa boku ni koishiteru - Futari no elder: La storia d'amore del tuo cavaliere) è stato pubblicato da Kill Time Communication il 3 dicembre 2010. Questi quattro romanzi hanno contenuti erotici.
Un romanzo non erotico scritto da Aya Takaya è stato pubblicato da SoftBank Creative il 15 dicembre 2010 con il titolo Otome wa boku ni koishiteru 2 - Futari no elder.

### Manga
Il manga è illustrato da Kanao Araki ed è stato serializzato sulla rivista Dengeki Daioh di ASCII Media Works tra novembre 2006 e agosto 2008; è stato poi raccolto in due tankōbon da Dengeki Comics, usciti rispettivamente il 27 agosto 2007 e il 27 settembre 2008.
Il manga di Futari no elder è invece illustrato da Akuru Uira ed è stato serializzato tra luglio 2010 e febbraio 2012 sulla rivista Comp Ace di Kadokawa Shoten; è stato poi raccolto in tre tankōbon tra il 26 novembre 2010 e il 26 gennaio 2012.

### Anime

#### Otoboku
| Nº  | Giapponese 「Kanji」 - Rōmaji - Traduzione letterale | In onda          | In onda |
| Nº  | Giapponese 「Kanji」 - Rōmaji - Traduzione letterale | Giapponese       |         |
| 1   | 「口紅(ルージュ)をひいた王子様」 - Kuchibeni (rūju) o hīta ōji-sama – "Il principe con il rossetto"                                                                      | 8 ottobre 2006   |         |
| 2   | 「けせない消しゴム」 - Kesenai keshigomu – "Il cancellino che non cancella"                                                                                              | 15 ottobre 2006  |         |
| 3   | 「おとめが乙女を選ぶ時」 - Otome ga otome o erabu toki – "Quando le ragazze scelgono una ragazza"                                                                        | 22 ottobre 2006  |         |
| 4   | 「開かずの扉の眠り姫」 - Akazu no tobira no nemuri hime – "La principessa addormentata della porta che non si apre"                                                      | 29 ottobre 2006  |         |
| 5   | 「真夜中の教会(チャペル)」 - Mayonaka no kyōkai (chaperu) – "La cappella di mezzanotte"                                                                                  | 5 novembre 2006  |         |
| 6   | 「夏の日の狂想曲(カプリッツィオ)」 - Natsu no hi no kyōsōkyoku (kapurittsu~io) – "Rapsodia di un giorno d'estate"                                                        | 12 novembre 2006 |         |
| 7   | 「小っちゃな妹(かな)と大きなリボン」 - Kotcha na imōto (Kana) to ōkina ribon – "La piccola sorella Kana e il grande nastro"                                              | 19 novembre 2006 |         |
| 8   | 「縮まらない記録(タイム)」 - Chidjimaranai kiroku (taimu) – "Il tempo che non si riduce"                                                                                 | 26 novembre 2006 |         |
| 9   | 「まりやの気持ち」 - Mariya no kimochi – "I sentimenti di Mariya" | 3 dicembre 2006  |         |
| 10  | 「二人のジュリエット」 - Futari no Jurietto – "Le due Giulietta" | 10 dicembre 2006 |         |
| 11  | 「戸惑いの練習曲(エチュード)」 - Tomadoi no renshū-kyoku (echūdo) – "L'étude della confusione"                                                                           | 17 dicembre 2006 |         |
| 12  | 「ラストダンスは永遠に」 - Rasuto dansu wa eien ni – "L'ultimo ballo eterno"                                                                                             | 24 dicembre 2006 |         |
| OAV | 「大きな少年少女世界名作の森~ツンデレラ~」 - Ōkina shōnen shōjo sekai meisaku no mori ~ Tsunderera ~ – "La foresta dei capolavori del mondo dei ragazzi e delle ragazze" | 4 aprile 2007    |         |

### Colonna sonora e CD
La visual novel di Otome wa boku ni koishiteru ha tre canzoni: la sigla d'apertuta You Make My Day! di Yuria, la sigla di chiusura Itoshii Kimochi (いとしいきもち?) di Yui Sakakibara e Sayonara no Sasayaki (さよならの囁き?) di Sakakibara. La colonna sonora originale dal titolo Maiden's Rest è stata pubblicata in Giappone il 25 febbraio 2005 da Digiturbo.
La visual novel di Futari no elder ha quattro canzoni: la sigla d'apertura, la sigla di chiusura e altre due canzoni. Nella versione per Microsoft Windows, la sigla d'apertura è Underhanded Girl (アンダーハンデッド・ガール?, Andāhandeddo gāru) di Yuria e la sigla di chiusura Hidamari no Naka e (陽だまりの中へ?) di Aki Misato. Nella versione per PlayStation Portable, la sigla d'apertura è Crystal Wish di Miyuki Hashimoto e la sigla di chiusura è Tamerai, Fuwari (ためらい、ふわり。?) di Shiori. Le altre due canzoni, entrambe di Sakakibara, sono Utsuriyuku Hana no Yōni (移りゆく花のように?) e Kimi no Mama de (君のままで?). L'album contenente le canzoni della versione per Microsoft Windows è stato pubblicato il 26 maggio 2010 da Lantis, mentre quello con le canzoni della versione per PlayStation Portable è stato pubblicato il 27 aprile 2011 sempre da Lantis.
Per l'anime sono stati pubblicati due singoli: il primo, dal titolo Love Power, contiene la sigla di apertura con lo stesso nome, cantata da Aice5; l'altro singolo, dal titolo Again, contiene la sigla di chiusura Beautiful Day di Yui Sakakibara. Sono usciti entrambi il 25 ottobre 2006 sotto l'etichetta King Records, che ha invece pubblicato la colonna sonora il 22 novembre 2006. I tre album con le canzoni cantate dai doppiatori sono stati pubblicati tra il 26 luglio e il 21 settembre 2006.
Sono stati prodotti anche sette drama-CD. Il primo, basato sulla visual novel, è uscito il 22 settembre 2005; i quattro basati sull'anime sono stati pubblicati tra il 25 ottobre 2006 e l'11 aprile 2007; il drama-CD basato sul romanzo Sakura no sono no étoile è uscito il 29 gennaio 2010 insieme all'ultimo, basato sull'episodio speciale del fan-disc Caramel Box Yarukibako.